# Електронний журнал
Електро́нні журна́ли, езини (коротка форма терміна — е-журнал) — види періодичних журнальних видань, які публікують у одному з електронних форматів ASCII-текст, HTML, EXE, FLASH або PDF і розповсюджуються через комп'ютери. Зазвичай, у вигляді езинів виходять видання з вузькими цільовими групами читачів.

## Визначення терміна
Електронний журнал є ширшим поняттям для різних його видів, таких як езини, дискові журнали, електронні копії друкованих копій, сайти з періодичним поновленням матеріалів та інші. Електронним журналом може бути будь-який журнал у електронному вигляді, навіть той, що не розповсюджується у мережі. 
В англійській мові існує чіткий поділ на e-journal (наукові періодичні видання) та e-magazine (розважальна періодика), а також популярна в англомовному інтернеті назва езин походить від англійського терміна англ. zine — вузькоспеціалізований самовидавний журнал субкультури або спільноти. Термін Езин увійшов у мовний обіг, хоч в Українській мові існує лише термін електронні журнали, що поділяються на підвиди — за методом розповсюдження: мережеві та дискові. Дискові журнали виходили на дисках та касетах. Зараз вони майже припинили своє існування.

###### Визначення терміна українськими дослідниками
У наукових роботах українських науковців класифікація електронних журналів виписана детально. Т. Ярошенко визначає: «Електронний журнал — періодичне електронне видання, що є закінченим електронним ресурсом і містить групу електронних документів (статей), що пройшли редакційно-видавничу обробку та призначені для довготривалого зберігання, розповсюдження в комп'ютерних мережах у незмінному вигляді.» Вона обґрунтовує назву оригінальні електронні журнали, щоб відділити їх від електронних копій журналів.
Дослідник Салига П. Г. у своєму дисертаційному дослідженні дає таке визначення: «Мережевий електронний журнал — це самостійне продовжуване електронне видання, що є структурно завершеною групою матеріалів аналітичних жанрів, які пройшли редакційно-видавничу обробку та призначені для розповсюдження в комп'ютерних мережах у незмінному вигляді.»

## Історія електронних журналів

Обкладинка PDF езину Дуршлаг

Першими почали виходити у електронному вигляді дискові журнали. У 1978 році виходить на касетах CLOAD magazine. У мережі ARPA виходили дайджести — періодичні збірки повідомлень з форумів BBS. Одним з перших був TCP-IP Digest, що був присвячений уведенню нового протоколу TCP/IP. Першими почала видавати езин команда американських хакерів під назвою CULT OF THE DEAD COW (Культ Мертвої Корови) в 1984 році, який і видають понині. Найвідомішим хакерським езином періоду до HTML був журнал Phrack. Тривалий час тематика таких видань була виключно комп'ютерною. Основною характеристикою езинів, на відміну від інших мережевих ресурсів, — це періодичність виходу (або серіальність). Згодом багато електронних видань перейшли на простіші у користуванні технології, такі як форуми, блоги. Сьогодні переважна більшість езинів має мистецьке та радикально-політичне спрямування. В Україні езини з'явилися у 2005-му році, коли паралельно вийшло два видання — «НАШ» (був аналогом друкованого журналу) та виключно мережевий «Бійцівський клуб» (bklub.ho.ua). В 2007 виходять мистецькі езини Ротт та Дуршлаг.
13 березня 2023 року вийшов 8 номер українського електронного журналу Дуршлаг, в якому контент повністю згенерований штучним інтелектом.
У 2024 році започатковано видання електронного наукового періодичного журналу “Успіхи і досягнення у науціˮ. Журнал публікує наукові розвідки з теоретичних та прикладних аспектів гуманітарних, соціальних, поведінкових наук, освіти, права, а, також, управління та адміністрування з метою їх впровадження у сучасний освітній простір.

## Приклади електронних журналів
Прикладами служать телеграфне агентство, що публікує інтернет-новини на німецькому сайті http://www.intern.de [Архівовано 3 листопада 2004 у Wayback Machine.], українські часописи «Перехід-IV» [Архівовано 30 листопада 2004 у Wayback Machine.], Станіславівський натураліст [Архівовано 30 січня 2009 у Wayback Machine.], російське видання на http://www.algo.ru [Архівовано 2 листопада 2004 у Wayback Machine.], спеціалізоване видання «ІТ-Аналітика» [Архівовано 18 березня 2022 у Wayback Machine.], що публікує науково-популярні та аналітичні матеріали світу інформаційних технологій.
Іноді електронні журнали поєднуються з допоміжними спеціалізованими базами даних. Наприклад, «El-бухгалтер» поєднує щотижневий електронний журнал, який містить аналітичні матеріали з бухгалтерського обліку, податкового та господарського права, із щоденно оновлюваною базою даних
з українського законодавства.

### Хакерські езини
- http://www.cultdeadcow.com/ [Архівовано 2 лютого 2008 у Wayback Machine.]
- http://www.phrack.org/ [Архівовано 13 жовтня 2006 у Wayback Machine.]

### Мистецькі езини
Найпоширенішим тематичним різновидом електронних журналів є мистецькі езини.
- http://www.errormagazine.com/ [Архівовано 19 січня 2008 у Wayback Machine.]
- https://web.archive.org/web/20080112030532/http://www.bastardmagazine.net/
- http://www.vectormagazine.com/ [Архівовано 17 січня 2008 у Wayback Machine.]
- http://www.juxtapoz.com/ [Архівовано 27 жовтня 2007 у Wayback Machine.]
- https://web.archive.org/web/20110216212345/http://www.eclecticzine.com/
- http://www.bloodwarsmagazine.com/ [Архівовано 5 січня 2008 у Wayback Machine.]
- https://web.archive.org/web/20110128014307/http://www.kultmagazine.org/

### Українські мистецькі езини
- http://community.livejournal.com/durchschlag/ [Архівовано 24 грудня 2007 у Wayback Machine.]
- РОТТ
- Молодіжний журнал «Kult»

## Архіви езинів
- http://www.textfiles.com/magazines/ [Архівовано 7 лютого 2009 у Wayback Machine.]
- https://web.archive.org/web/20090125183133/http://nethistory.dumbentia.com/archive.html
- http://pdfmag.org/ [Архівовано 1 лютого 2009 у Wayback Machine.]
- http://community.livejournal.com/ru_zines/ [Архівовано 16 березня 2008 у Wayback Machine.]
- http://community.livejournal.com/pdf_zines/profile [Архівовано 28 червня 2006 у Wayback Machine.]

## Див також
- Історія електронних видань
- Дискові журнали
- Інтернет-журнал
- Дуршлаг